# Observatorio Astronómico de Gnosca
El Observatorio Astronómico de Gnosca (nombre original en italiano: Osservatorio Astronomico di Gnosca) fue fundado en 1998, y está ubicado en la localidad suiza de Gnosca (Cantón del Tesino). Ese mismo año le fue asignado el código "143" del Centro de Planetas Menores. En honor del creador y director del observatorio, Stefano Sposetti, el asteroide (22354) Sposetti (descubierto el 31 de octubre de 1992 por el astrónomo alemán Freimut Börngen desde el Observatorio Karl Schwarzschild) lleva su nombre.

## Instrumentos del observatorio
- Telescopio de 40 cm reflector newtoniano (f/4);
- Telescopio de 20 cm con cámara Baker-Schmidt (f/2);
- Telescopio de 20 cm Schmidt-Cassegrain (f/10).

## Líneas de investigación
- Búsqueda y аstrometría de asteroides;
- Astrometría de asteroides cercanos a la Tierra;
- Fotometría de asteroides (curvas de brillo);
- Seguimiento de asteroides;
- Cometas;
- Observación de caída de meteoritos en la Luna;
- Exoplanetas;
- Estrellas variables.

## Principales logros
- Descubrimiento de 125 asteroides, de los cuales más de 100 pertenecen al cinturón principal (uno de los primeros fue (12931) Mario, y uno de los últimos el (164360));
- Observación de 1521 asteroides cercanos a la Tierra;
- 9 observaciones de la superficie de asteroides durante 10 años (2000-2010).